# 天彰有道
天彰有道（てんしょうゆうどう、Thiên Chương Hữu Đạo、ティエンチュオンフーダオ）は、ベトナム李朝の昭皇李仏金の治世で使われた元号。1224年旧10月 - 1225年旧12月11日。

## 西暦等との対照表
| 天彰有道 | 元年     | 2年      |
| 西暦     | 1224年   | 1225年   |
| 干支     | 甲申     | 乙酉     |
| 南宋     | 嘉定17年 | 宝慶元年 |